# فردیناند یکم، تزار بلغارستان
فردیناند اول (به انگلیسی: Ferdinand I) (۲۶ فوریه ۱۸۶۱–۱۰ سپتامبر ۱۹۴۸) با نام اصلی فردیناند ماکسیمیلیان کارل لئوپولد ماریا یا فردیناند مکار، از خاندان ساکس-کوبرگ و گوتا حاکم بلغارستان (۱۸۸۷ تا ۱۹۱۸) است. وی ابتدا به عنوان شاهزادهٔ حاکم (۱۸۸۷–۱۹۰۸) و سپس به عنوان تزار بر بلغارستان حکومت کرد.
وی شاهزاده بلغارستان از ۱۸۸۷ تا ۱۹۰۸ و تزار بلغارستان از ۱۹۰۸ تا کناره‌گیری‌اش در ۱۹۱۸ بود. در دوران حکومت او، بلغارستان در سال ۱۹۱۵ به نفع قدرت‌های مرکز وارد جنگ جهانی اول شد. فردیناند در یک محیط اشرافی اتریش-مجارستانی بزرگ شد و در کلیسای جامع سنت اشتفان، وین غسل تعمید داده شد. خانواده کوهاری، خانواده‌ای ثروتمند از اشراف مجارستانی بودند که با ازدواج‌های خود، ثروت قابل توجهی به دست آورده بودند.
فردیناند نوه ارنست یکم، دوک ساکس-کوبورگ و گوتا و لئوپولد یکم، پادشاه بلژیک، اولین پادشاه بلژیک بود. پدر او، آگوست، برادر شاه فردیناند دوم پرتغال بود و همچنین اولین عموزاده ملکه ویکتوریا و همسرش آلبرت ساکس کوبورگ و گوتا بود. خاندان ساکس-کوبورگ و گوتا توانستند، به واسطه ازدواج‌ها یا انتخاب مستقیم، چندین تاج و تخت اروپایی را در طول قرن نوزدهم به دست آورند. فردیناند نیز خود در پیروی از این روند، سلسله سلطنتی بلغارستان را بنیان نهاد.
فردیناند پس از کناره‌گیری شاهزاده پیشین بلغارستان، الکساندر باتنبرگ، در سال ۱۸۸۶ به عنوان شاهزاده بلغارستان انتخاب شد. انتخاب او با ناباوری در بسیاری از خانه‌های سلطنتی اروپا مواجه شد. ملکه ویکتوریا او را فردی «نامناسب، ظریف، عجیب و زنانه» توصیف کرد. با این حال، فردیناند در دو دهه اول حکومت خود توانست عملکرد خوبی داشته باشد و نظر منتقدان اولیه خود را تغییر دهد.
الکساندر باتنبرگ، شاهزاده پیشین بلغارستان، پس از یک کودتای طرفدار روسیه در سال ۱۸۸۶، تنها هفت سال پس از انتخابش، از سلطنت کناره‌گیری کرد. فردیناند، که افسری در ارتش اتریش-مجارستان بود، در ۷ ژوئیه ۱۸۸۷ در تقویم گریگوری (سبک جدیدی که از این پس استفاده می‌شود) توسط مجمع ملی بزرگ بلغارستان به عنوان شاهزاده بلغارستان خودمختار انتخاب شد. پیش از پذیرش فردیناند، تاج و تخت به شاهزادگانی از دانمارک تا قفقاز و حتی به پادشاه رومانی پیشنهاد شده بود. خود تزار روسیه نیز دستیارش، نیکولاس دادیان از مینگریلیا را نامزد کرده بود، اما نامزدی او توسط بلغاری‌ها رد شد. به قدرت رسیدن فردیناند با ناباوری در بسیاری از خانواده‌های سلطنتی اروپا روبرو شد؛ ملکه ویکتوریا، پسر عموی پدرش، به نخست‌وزیر خود گفت: «او کاملا نامناسب است… ظریف، عجیب و غریب و زنانه… باید فورا متوقف شود.» با کمال تعجب از مخالفان اولیه خود، فردیناند در طول دو دهه اول سلطنت خود عموماً عملکرد خوبی داشت.
زندگی سیاسی داخلی بلغارستان در اوایل سلطنت فردیناند تحت سلطه استفان استامبولوف، رهبر حزب لیبرال، بود که سیاست خارجی او شاهد خنک شدن روابط با روسیه، که قبلاً به عنوان حامی بلغارستان شناخته می‌شد، بود.
سقوط استامبولوف (مه ۱۸۹۴) و ترور بعدی او (ژوئیه ۱۸۹۵) - احتمالاً توسط فردیناند طراحی نشده بود - راه را برای آشتی بلغارستان با روسیه هموار کرد، که در فوریه ۱۸۹۶ با تصمیم فردیناند برای تغییر دین پسر خردسالش، شاهزاده بورس، از کاتولیک رومی به ارتدکس شرقی صورت گرفت. با این حال، این امر باعث دشمنی خویشاوندان کاتولیک اتریشی او شد و او توسط پاپ لئو سیزدهم تکفیر شد.
در ۵ اکتبر ۱۹۰۸ (جشن گرفته شده در ۲۲ سپتامبر)، فردیناند استقلال حقوقی بلغارستان را از امپراتوری عثمانی اعلام کرد (هرچند این کشور از سال ۱۸۷۸ مستقل بود). او همچنین بلغارستان را به پادشاهی تبدیل کرد و عنوان تزار را به خود گرفت - اشاره ای عمدی به حاکمان دولت‌های قبلی بلغارستان. با این حال، در حالی که عنوان تزار در امپراتوری‌های اول و دوم بلغارستان به عنوان «امپراتور» ترجمه می‌شد، تحت حکومت فردیناند و جانشینانش به عنوان «پادشاه» ترجمه می‌شد. اعلامیه استقلال بلغارستان توسط او در کلیسای چهل شهید مقدس در تارنووا اعلام شد و توسط امپراتوری عثمانی و سایر قدرت‌های اروپایی به رسمیت شناخته شد. قانون اساسی تارنووا حفظ شد، با جایگزینی کلمه «شاهزاده» با کلمه «تزار».